# Рено клио
Рено клио (фр. Renault Clio) је аутомобил који производи француска фабрика аутомобила Рено. Производи се од 1990. године. Назив је добио по музи из грчке митологије Клио.

## Историјат
Рено клио је супермини возило, које је лансирано 1990. године, и тренутно је актуелна пета генерација од 2019. године. Клио има велики комерцијални успех и константно је један од најпродаванијих аутомобила у Европи. Приписују му се велике заслуге у повратку Реноове репутације, која је озбиљно била пољуљана током осамдесетих година 20. века. Рено клио је једини аутомобил, поред голфа који је два пута проглашаван за најбољи европски аутомобил године, 1991. и 2006. године. У Јапану се продаје под називом лутеција (Renault Lutecia), јер Хонда поседује права на име клио.

### Клио I (1990–1998)
Клио прве генерације је представљен на сајму у Паризу 1990. године, као замена за Рено 5. 1991. је добио титулу европског аутомобила године. Редизајни су урађени 1994. и 1996. године. Мотори који су уграђивани су, бензински од 1.2 (54 и 58 КС), 1.4 (75 и 79 КС), 1.8 (88, 90, 107, 109 и 135 КС), 2.0 Clio Wiliams (147 КС) и дизел-мотор од 1.9 (64 КС).

### Клио II (1998–2005)
Рено клио 2 се појавио 1998. године, а освежење је доживео 2001. и 2004. године. У понуди мотора доминирали су мали бензинци 1.2 са 58 и 75 КС. Имао је моторе и од 1.4 (75, 95 и 98 КС), 1.6 (90 и 107 КС), 2.0 Clio Sport (169, 174 и 180 КС) и 3.0 (226 и 254 КС). Од 2002. је добио еластични дизелаш са 65 и 82 КС. Велику популарност стекао је поузданошћу једноставне конструкције и добром понудом простора напред. 1999. године Рено је лансирао седан верзију са четворо врата под називом Рено симбол за тржиште Турске и источне Европе, односно Рено талију за централну Европу. Модел је био намењен за тржишта у развоју, где су седани традиционално пожељнији него хечбек верзије, пре свега у источној Европи, где је талија била јефтинија од клија.

### Клио III (2005–2012)
Трећа генерација се појавила 2005. године на сајму аутомобила у Франкфурту. Развијен је у сарадњи са Нисаном. Знатно је већи и тежи од претходних генерација. Први пут се користи картица за паљење аутомобила. Клио III је 2005. године на Euro NCAP креш тестовима добио максималних пет звездица. 2006. је добио титулу европског аутомобила године. Караван верзија представљена је 2007. године под називом спортс турер. Редизајн је урађен 2009. године, када добија нови изглед предњег дела. У ентеријеру су уграђивани квалитетнији материјали и боље је опремљен него модели пре редизајна. Користио је моторе, бензински од 1.0 (58 и 77 КС), 1.2 (54, 58, 60, 76 и 101 КС), 1.4 (75, 80 и 98 КС), 1.6 (88, 110 и 112 КС), 1.7 (90 КС), 1.8 (95, 110 и 137 КС), 2.0 (135, 145, 172, 182 и 197 КС), 3.0 (230 и 255 КС) и дизел-мотори од 1.5 (65, 68, 82, 86, 90, 101 и 106 КС) и 1.9 (68 и 80 КС).

### Клио IV (2012–2019)
Четврта генерација је представљена 2012. године на сајму аутомобила у Паризу. Значајна разлика од претходне генерације је међуосовинско растојање, које је знатно веће и сада је близу једног компактног аутомобила. Незнатно је дужи и шири од претходне генерације. Клио IV је на тржишту поступан искључиво као модел са петоро врата, за разлику од ранијих генерација када су модели имали и троје врата. Почетком 2013. дошла је и караван верзија. Ручице задњих врата скривене су код ц-стуба. У ентеријеру доноси елегантан дизајн, са инструмент таблом чији изглед подсећа на облик авионског крила. Ту је дигитални брзиномер, док су на централној конзоли минималистичког изгледа смештени инфо-забавни систем и навигација, док ће 7-инчни екран бити стандардан у одређеним пакетима опреме. Осим у Француској модел се производи и у Турској.
Клио IV је 2012. године на Euro NCAP креш тестовима добио максималних пет звездица. Моторе које користи су, бензински од 0.9 (90 КС), 1.2 (75 КС) и дизел-мотори од 1.5 (75 и 90 КС). Клио је проглашен за аутомобил 2013. године у Србији, по избору жирија специјализованих аутомобилских новинара.

#### Мотори
| Мотор                    | Код              | Запремина        | Максимална снага                  | Максимални обртни момент  | Максимална брзина | Убрзање 0–100 km/h | Потрошња         |
| Бензински мотори         | Бензински мотори | Бензински мотори | Бензински мотори                  | Бензински мотори          | Бензински мотори  | Бензински мотори   | Бензински мотори |
| ------------------------ | ---------------- | ---------------- | --------------------------------- | ------------------------- | ----------------- | ------------------ | ---------------- |
| 0.9 12v Energy TCe       | H4Bt 400         | 898 ccm          | 90 КС (67 kW) при 5250 обр./мин.  | 135 Nm при 2500 обр./мин. | 182 km/h          | 12.2 сек.          | 4.5 л/100 км     |
| 0.9 12v Energy TCe 99g   | H4Bt 400         | 898 ccm          |                                   | 135 Nm при 2500 обр./мин. | 185 km/h          | 13.0 сек.          | 4.3 л/100 км     |
| 1.2 16v 75               | D4F 740          | 1,149 ccm        | 75 КС (56 kW) при 5500 обр./мин.  | 107 Nm при 4250 обр./мин. | 167 km/h          | 14.5 сек.          | 5.5 л/100 км     |
| 1.2 16v TCe 120          | H5Ft             | 1,149 ccm        | 119 КС (89 kW) при 4900 обр./мин. | 190 Nm при 2000 обр./мин. | 199 km/h          | 9.4 сек.           | 5.2 л/100 км     |
| 1.2 16v Energy TCe 120   | H5Ft             | 1,197 ccm        | 118 КС (88 kW) при 5500 обр./мин. | 205 Nm при 2000 обр./мин. | 199 km/h          | 9.0 сек.           | 5.3 л/100 км     |
| Дизел мотори             |                  |                  |                                   |                           |                   |                    |                  |
| 1.5 8v dCi 75            | K9K 612          | 1,461 ccm        | 75 КС (56 kW) при 4000 обр./мин.  | 200 Nm при 1750 обр./мин. | 168 km/h          | 14.3 сек.          | 3.6 л/100 км     |
| 1.5 8v Energy dCi 90     | K9K 608          | 1,461 ccm        | 90 КС (67 kW) при 4000 обр./мин.  | 220 Nm при 1750 обр./мин. | 178 km/h          | 11.7 сек.          | 3.4 л/100 км     |
| 1.5 8v Energy dCi 90 83g | K9K 608          | 1,461 ccm        | 90 КС (67 kW) при 4000 обр./мин.  | 220 Nm при 1750 обр./мин. | 180 km/h          | 12.1 сек.          | 3.2 л/100 км     |

## Галерија
- I генерација
- II генерација
- III генерација
- IV генерација
- V генерација